# 古法坛村战役
古法坛村战役发生于顺治十七年（1660年），是清朝与沙俄将领阿凡那西·费里波维奇·帕什科夫所率领的俄军在今俄罗斯伯力以北的古法坛村爆发的战役。

## 过程
镇守宁古塔总管巴海等率清军至萨哈连江（黑龙江）与松噶里江（松花江）交汇处，侦察得知沙俄将领阿凡那西·费里波维奇·帕什科夫所率俄军屯驻与于费牙喀部落西界。巴海随同副都统、梅勒章京尼哈里、副都统海塔等率清军向俄军靠近。清军进军至使犬地方，将战舰于河两岸设下埋伏。当俄军战舰进入清军埋伏圈后，清军突然出击，俄军急忙后撤。清军乘势追击，俄军纷纷丢下战舰登岸败逃。此战俄军被清军斩首60余级、被淹死者众多。清军俘获妇女47人、火炮盔甲器械等物无数，招抚费牙喀部落村寨15个、人口120余户。而清军则损失了战舰5艘。

## 事后
巴海因功加授拖沙喇哈番。但他没有报告清军损失。1661年，其因瞒报清军损失被揭露，尽削原袭及功加世职。